# Acanthoclita phaulomorpha
Acanthoclita phaulomorpha is een vlinder van de familie van de bladrollers (Tortricidae). De wetenschappelijke naam van deze soort is voor het eerst voorgesteld als Laspeyresia phaulomorpha door Edward Meyrick in een publicatie uit 1927.

## Verspreiding
De soort komt voor in Egypte en Zuid-Afrika.

## Waardplanten
De rups leeft op Sesbania sesban (Fabaceae).